# Rimularia exigua
Rimularia exigua är en lavart som beskrevs av Hertel & Rambold. Rimularia exigua ingår i släktet Rimularia och familjen Trapeliaceae.   Inga underarter finns listade i Catalogue of Life.